# 1319
Évszázadok: 13. század – 14. század – 15. század
Évtizedek: 1260-as évek – 1270-es évek – 1280-as évek – 1290-es évek – 1300-as évek – 1310-es évek – 1320-as évek – 1330-as évek – 1340-es évek – 1350-es évek – 1360-as évek
Évek: 1314 – 1315 – 1316 – 1317 –  1318 – 1319 – 1320 – 1321 – 1322 – 1323 – 1324

## Események
- A Dunántúlon lázadás tör ki Károly Róbert ellen. A zűrzavart kihasználva II. István Uroš szerb király behatol a déli tartományokba és elfoglalja Nándorfehérvárt. A királyi sereg Szalafőnél legyőzi a lázadókat, majd visszafoglalja Nándorfehérvárt, a Délvidéket, sőt meghódítja Macedónia egy részét is.
- május 8. – VII. Magnus norvég király trónra lépése, perszonálunió Svédországgal (svéd királyként II. Magnus).
- május 18. – az első ismert magyarországi oklevélkiadó, az egri káptalan első papíroklevele

## Születések
- I. Murád török szultán († 1389) (más források szerint 1326-ban született).
- április 26. – II. János francia király († 1364)
- IV. Péter aragóniai király († 1387).

## Halálozások
- május 8. – V. Haakon norvég király (* 1270)
- november 11. – Luxemburgi Beatrix (*1305) magyar királyné
- november 22. – I. Mihail tveri fejedelem[1]